# Мілютін Олександр Миколайович
Олекса́ндр Микола́йович Мілю́тін (8 грудня 1946, Одеса, УРСР, СРСР — 14 березня 1993, Київ, Україна) — радянський і український кіноактор. Виконавець ролі Пасюка в телесеріалі «Місце зустрічі змінити не можна».

## Життєпис
Народився 8 грудня 1946 р. в Одесі в родині робітника. Закінчив Всесоюзний державний інститут кінематографії (1969). 
З 1969 р. був актором Київської кіностудії ім. О. П. Довженка. Багато знімався — переважно ролі другого плану і епізоди.
Був членом Спілки кінематографістів України.
Помер 14 березня 1993 року у віці 46 років у Києві. Похований у Києві на Лісовому кладовищі (82-а дільниця).

## Фільмографія
Знявся у стрічках:
- «Незабутнє» (1967)
- «Золоте теля» (1968, епізод (немає в титрах)
- «Весільні дзвони» (1968, епізод)
- «Сільський детектив» (1968, Семен Паньков)
- «Поштовий роман» (1969, епізод)
- «Гори, гори, моя зірко» (1969, конвоїр (немає в титрах)
- «В'язні Бомона» (1970)
- «Де ви, лицарі?» (1971, парашутист (немає в титрах)
- «Лаври» (1972)
- «Тільки ти» (1972, Трофимов)
- «Довіра» (1972, Забойко)
- «Випадкова адреса» (1973, Костя)
- «Не мине і року...» (1973, Сергій Лазутін, будівельник-монтажник)
- «Вогонь» (1973)
- «Тихоня» (1973)
- «Товариш бригада» (1973, Діма Баклан, член бригади Бесєдіна)
- «В бій ідуть тільки „старики“» (1973)
- «Юркові світанки» (1974)
- «Йду своїм курсом» (1974)
- «Хвилі Чорного моря» (1975, Василь, начальник гайдамацького куреня)
- «Небо — земля — небо» (1975, Юрій Каштан)
- «Я — Водолаз-2» (1975, Чернявський)
- «Час — московський» (1976)
- «Острів юності» (1976)
- «Єралашний рейс» (1977, рульовий)
- «Право на любов» (1977)
- «Весь світ в очах твоїх…» (1977)
- «Талант» (1977)
- «Рідні» (1977, Яковлєв)
- «Шлях до Софії» (1978, полковник Богаєвський)
- «Женці» (1978, Боровиков)
- «Підпільний обком діє» (1978, Томашевський)
- «Алтунін приймає рішення» (1978, робітник)
- «Незручна людина» (1978)
- «Місце зустрічі змінити не можна» (1979, Іван Пасюк)
- «Пробивна людина» (1979)
- «Поїзд надзвичайного призначення» (1979)
- «Вавілон XX» (1979)
- «Дощ у чужому місті» (1979, мешканець готелю)
- «Дивна відпустка» (1980)
- «Страх» (1980, лейтенант)
- «Яблуко на долоні» (1981, Кононенко)
- «Білий танець» (1981, Укропов)
- «Грачі» (1982, свідок)
- «Вовча яма» (1983, капітан міліції Василь Семенович Балуков)
- «Тепло студеної землі» (1984, Олександр Казанкін)
- «Осінні ранки» (1985, Борис Клименко, колгоспник, сусід Параски)
- «Пароль знали двоє» (1986, епізод)
- «Льотна пригода» (1986, Лисенко, авіамеханік)
- «Скакав козак через долину» (1986, колгоспник)
- «Золотий ланцюг» (1986, епізод)
- «Повернення» (1987, Назар)
- «Дама з папугою» (1988, міліціонер)
- «Дорога до пекла» (1988, водій вантажівки)
- «Робота над помилками» (1988, епізод)
- «Смиренний цвинтар» (1989, Микола, міліціонер)
- «Ім'я твоє» (1989, епізод)
- «Івін А.» (1990)
- «Яма» (1990)
- «Пам'ятай» (1990, Віл)
- «Допінг для янголів» (1990, Павло, водій швидкої допомоги)
- «Козаки йдуть» (1991, епізод)
- «Із житія Остапа Вишні» (1991)
- «Стамбульський транзит (1992, Гена)
- «Вперед, за скарбами гетьмана» (1993, гетьман Павло Полуботок)
- «Спосіб вбивства» (1993, детектив Мейєр) та ін.